# Femminismo in Corea del Sud
Il femminismo in Corea del Sud nacque durante gli anni del colonialismo giapponese (1910-45). Nonostante le diverse lotte sociali sostenute dai movimenti al suo interno, le donne entrarono ufficialmente a far parte della società nel 1948, quando il suffragio femminile venne incluso nell'articolo undici della Costituzione nazionale. La Costituzione diceva "Tutti i cittadini sono uguali davanti alla legge, non vi devono essere discriminazioni politiche, economiche, sociali o culturali riguardanti il sesso, la religione o lo status di una persona".
Il femminismo riuscì ad emergere nonostante i drastici cambiamenti economici, implementati grazie alla industrializzazione economica e alla globalizzazione; i valori culturali sudcoreani invece subirono pochi cambiamenti.

## Storia
Mentre oggi in Corea del Sud sono presenti alcuni movimenti femministi fondati prima della seconda guerra mondiale e dopo il 1945, molti di questi gruppi non erano focalizzati solo sui diritti delle donne fino alla metà del 1980. Il femminismo contemporaneo, presente in Corea, può ricollegarsi al movimento Minjung Feminism, nato durante la colonizzazione ovvero tra il 1910 e il 1945. L'inizio di questo movimento è caratterizzato da un aspetto molto importante: le lotte delle lavoratrici per i sindacati democratici. Esso è inoltre sezionabile in quanto esistono diversi aspetti del femminismo; quello teorico, pratico e organizzativo. 
Il Minjung Feminism esercitava una maggiore influenza sulle intellettuali e organizzatrici femministe. Tra le più importanti troviamo Choi Soon Young e Hang Mi Young che vinsero la posizione di legislatori regionali.
Questa corrente di pensiero nel 1970 venne brevemente influenzata dai movimenti femministi occidentali, in particolar modo da quello statunitense. Tuttavia, nel 1980, organizzazioni di donne radicali cominciarono a resistere all'influenza del femminismo americano concentrandosi soprattutto su questioni come diritti umani e sulla riunificazione piuttosto che uguaglianza di genere. Sotto l'oppressiva occupazione nipponica che occupò la Corea del Sud dal 1910 al 1945, le donne coreane aderirono attivamente alla lotta nazionalista e formarono organizzazioni segrete sotterranee, di cui le più importanti la Songjuk-Hoe (1913) e la Kun'u-Hoe (1927). 

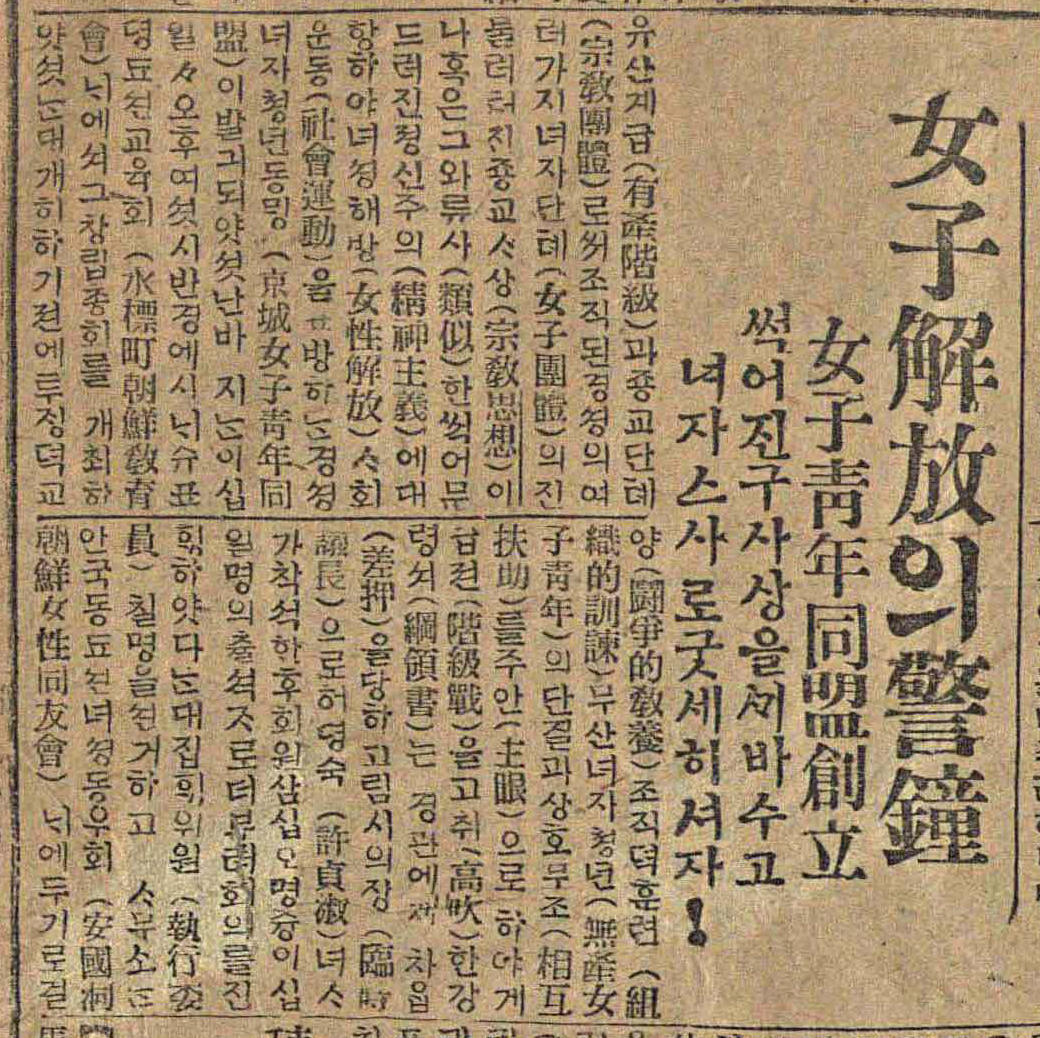
L'articolo dice che il 24 gennaio 1925 venne creata una fondazione femminista per le ragazze coreane

 Quest'ultima ha annunciato in una conferenza del 1928 l'indipendenza nazionale come obiettivo primario dell'organizzazione.
Le studentesse femministe concordarono sul fatto che queste organizzazioni segnalarono l'inaugurazione di un movimento coreano organizzato da donne, come il movimento Minjung anch'esso iniziato come risposta al colonialismo giapponese, si ripropose successivamente tra il 1961 e il 1992. Questo movimento ha combattuto per la liberazione dall'oppressione del lavoro forzato e ad esso contribuirono studenti, provinciali, lavoratori e intellettuali. Durante gli anni tra il 1961 e il 1979, sotto il regime del generale Park Chung Hee, il lavoro femminile (o Yo'Kong) era svolto da ragazze provenienti per lo più dalle provincie che furono costrette a lavorare in fabbriche di tessuti, elettronica, indumenti, materie plastiche e alimentari. Queste donne soffrivano date le difficili condizioni lavorative infatti i loro dormitori erano costituiti da materassi condivisi e situati all'interno della fabbrica, venivano pagate con bassi salari e spesso venivano molestate sessualmente.
Per la prima volta nella storia della penisola nel 1972 una donna fu eletta come presidente del movimento di unione democratica e lo mantenne in vita per i sei anni successivi, prima che esso venga ufficialmente chiuso dal governo. Nel 1980 sotto il generale Chun Doo Hwan venne sciolto un altro importante movimento, il Chunggye Pibok. A metà degli anni '80 vi fu anche un periodo di turbolenza politica e di riforme: la partecipazione delle donne nei movimenti studenteschi e nei sindacati rafforzò il movimento femminista.  In questo periodo inoltre si assiste alla creazione di un istituto di ricerca femminile fondato dall'Ewha University ovvero la prima università femminile coreana. Nel 1985 vi fu un dibattito nazionale femminista il cui tema era "Il Movimento Femminile in unione con il Movimento Democratico Nazionale Minjung." Successivamente nel 1986, date le torture e gli stupri subiti dalla lavoratrice Kwon In Suk da parte della polizia di Buchon, le donne si unirono e formarono il movimento KWAU (Korean Women's Associations United) che fu creato dall'unione di altre 33 organizzazioni. La partecipazione del Korean Women's Association United in proteste nazionali ha forzato il generale Chun Doo Hwan a dimettersi, ed il suo successore a indire delle elezioni presidenziali dirette.
Dal 1987 le donne costituivano il 55% della forza lavoro, il servizio delle industrie aveva la più alta percentuale femminile di lavoratori se comparato con il settore dei servizi, degli impiegati e quello manifatturiero. Nello stesso anno venne fondata la KWWA (Korean Women Workers Association) in risposta alla discriminazione di genere nella forza lavoro, questa associazione fu essenziale per proseguire la campagna sui diritti delle donne dopo la riforma democratica e politica che avvenne nel paese. Tutt'oggi il KWWA combatte per una giornata lavorativa di otto ore, salari più alti, protezione della maternità, porre fine alla discriminazione sessuale sul posto di lavoro e anche alla violenza sessuale contro le donne in Corea. Le sue sedi sono sparse su tutto il territorio coreano; sono principalmente a Seul, Busan, Bucheon, Incheon, Changwon, Masan e Gwangju. I movimenti femministi sono stati di vitale importanza per portare alla luce i crimini commessi contro le donne nelle forze armate e hanno fornito supporto per le comfort women. Tra queste donne le superstiti provenivano per lo più dalla Corea e da altri territori occupati dall'Impero giapponese come le Filippine e il Taiwan. Grazie alle comfort women il centro di soccorso coreano contro la violenza sessuale e le Associazioni Femminili Unite riuscirono a presentare una testimonianza alla commissione diritti umani delle Nazioni Unite nel 1993. Tale testimonianza comprendeva anche le loro richieste per porre fine alla violenza subita dalle donne in campo militare e durante la guerra.

## Il KWAU
La KWAU o Korean Women's Association United venne fondata nel febbraio del 1987. Era costituita dall'ala femminista sinistra pro-lavoratrice risvegliata dalle accuse di molestie sessuali portate da Kwon In Suk contro il governo coreano. Le donne coinvolte erano un gruppo diverso di operaie, impiegate, casalinghe, studentesse universitarie e donne povere e rurali che abitano in città.
KWAU era collegata al movimento Minjung e anche al Movimento Nazionale Democratico. Inizialmente vi erano 21 associazioni in corea del sud che successivamente si unirono per creare la Korean Women's Association United. Alcune delle organizzazioni originali del KWAU includevano l'Associazione della Democrazia Femminile, la Korea Women's Hot Line, la Women's Newspaper (ora chiamato Women's News), la KWWA, la Korean Catholic Farmers, la Women's Committee e altre. La KWAU era particolare perché al contrario degli altri gruppi femministi, prendeva posizione contro lo stato repressivo di Chun Doo Hwan. Questa associazione aiutò le organizzazioni individuali sotto il suo patrocinio ad ottenere supporti finanziari, condusse riunioni a nome dei gruppi e organizzò corsi di leadership. 

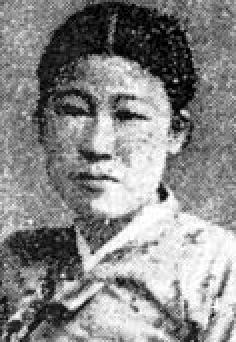
Una delle molte donne che presero parte al femminismo in Corea del sud

 Korean Women's Association United lavorò non solo per portare le donne sullo stesso piano degli uomini, ma anche per trasformare le strutture sociali che le opprimevano. La KWAU aiutò a promuovere il congedo per maternità, la risoluzione dei problemi per la cura dei bambini e la distribuzione di uguali paghe per uguale lavoro. La Korean Women's Association United fu anche attiva come riferimento per gli atti di violenza contro le donne. Nell'aprile del 1992, formò una speciale commissione per la legislazione di una legge speciale per la violenza sessuale. Questo portò all'annuncio del governo di “Sostanziali proposte contro la violenza sessuale includendo la legislazione di una legge speciale”. 
Questa organizzazione pose l'attenzione anche alla partecipazione delle donne a rappresentazione della politica locale. Entro il 1995, la KWAU portò ad un significativo incremento della partecipazione femminile in politica attraverso il reclutamento e la promozione di candidati di sesso femminile; quattordici su diciassette candidate furono elette quell'anno. Sempre nel 1995, alla KWAU fu garantito lo stato legale da parte del governo.

## Il KWWA
La KWWA (Korean Women Workers Association o Han'guk Yosong Nodongjahe) è un'organizzazione in Corea del Sud, dedicata a lavorare sui problemi di uguaglianza e a sostenere le donne sul posto di lavoro. Ha lavorato attivamente per migliorare la condizione delle donne nella società coreana, ed ha fornito un sistema di formazione della leadership.
Questa organizzazione controlla anche gli effetti delle politiche di governo sulle donne nel mondo del lavoro. Prima che cambiasse il suo nome, KWWA era la prima associazione delle lavoratrici in Corea del Sud. È un'organizzazione indipendente, fu uno dei primi gruppi a essere inclusi sotto l'organizzazione ombrello dell'associazione unita delle donne coreane (KWAU). In Corea del Sud, prima delle riforma in campo lavorativo, le donne sposate o che avevano dei bambini erano costrette al ritiro. La KWWA è stata fondata nel 1987, al fine di organizzare la presenza delle donne nei sindacati istituzionali, tale sforzo era indirizzato per lo più a tutti i sindacati maschili che ignoravano le riforme, nonostante molte donne ne avessero già aderito. Inoltre per organizzare i colletti blu, l'organizzazione aiutò coloro che erano disoccupati, trovando per loro dei lavori domestici ed altri lavori informali.
Poco dopo la sua creazione, la KWWA ha giocato un grande ruolo nel sostenere l'atto di eguale passaggio nel 1987. Nel 1989,  ha inscenato una protesta occupando una fabbrica a Masan. Anche nel 1980, questa associazione era responsabile di alcune fabbriche della Nike, decise però di alzare i salari dei lavoratori nelle strutture di loro proprietà. Nel 1990, hanno aiutato a ottenere la legge sulla cura del neonato.  Nel 1993, sul posto di lavoro, ha avuto uno scontro con i centri di guardia in costruzione li vicino. Nel 1996, un ex lavoratrice appartenente al Comitato delle Donne Asiatiche (CAW), Maria Chol-Soon Rhie, divenne il capo dell'organizzazione. KWWA è stato un esempio per altri paesi asiatici che cercavano di migliorare l'uguaglianza sul lavoro. Nel 2007, l'organizzazione KWWA ha celebrato il suo 20º anniversario.

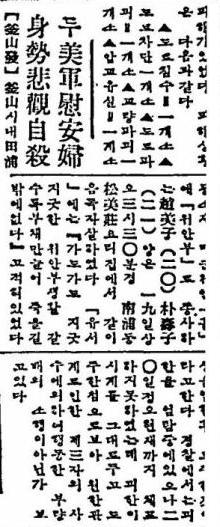
Nell'articolo si parla del suicidio dei due giovani comfort women a Busan

## Le Comfort Women
Le Comfort women o donne del comfort erano ragazze costrette a far parte dei corpi di prostitute creati dall'Impero giapponese. I documenti presenti in Corea del Sud affermano che tale organizzazione non fosse volontaria, e dal 1989 diverse donne testimoniarono che furono rapite dai soldati giapponesi.

## Il Femminismo moderno

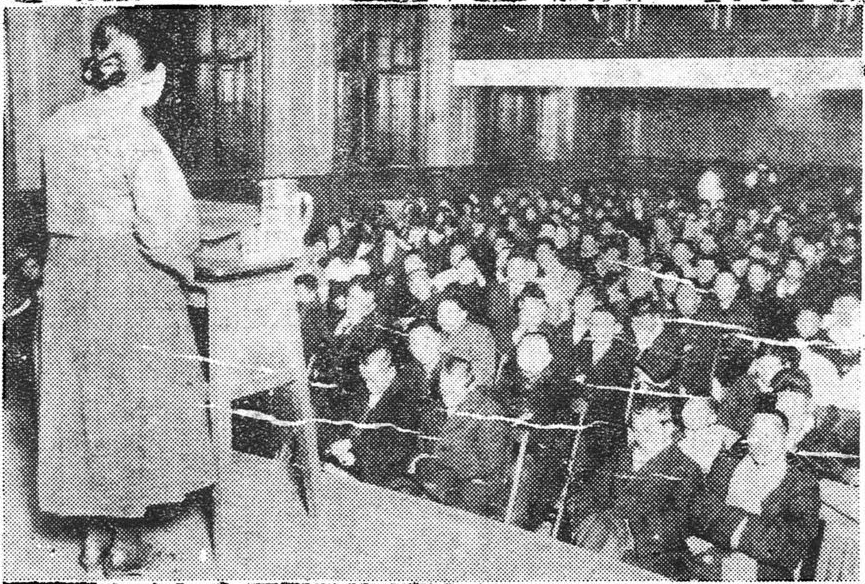
Il 22 febbraio 1926 si tiene una conferenza presso la Young Women Christian Association (YWCA)

Ci sono generalmente due tipologie di movimenti femminili in Corea, quello radicale e quello riformista. Questi due termini sono diversi nel contesto sudcoreano rispetto al contesto femminista americano o Occidentale. I movimenti femministi della Corea del Sud si concentrano soprattutto sulla modifica del ruolo delle donne nella società. Questi movimenti assomigliano più al femminismo americano, in quanto i loro metodi comprendono attività di lobbying, e l'influenza dei politici e di riforme. Questi gruppi sono i più conosciuti e sono costituiti da donne della classe media che parlano sia coreano che inglese. La maggior parte di essi sono affiliati con il Council of Korean Women's Organization (CKWO); alcuni esempi di organizzazioni conosciute sono: la Young Women Christian Association (YWCA);  stabilitasi in corea nel 1922, il centro coreano per diritto alla famiglia fondato nel 1954; la Business and Professional Women (BPW); la Korean Association of University Women (KAUW); la Korean National Mother's Association (KNMA) fondata nel 1958 e la federazione coreana delle casalinghe (KFHC) fondata nel 1963. 
Le ultime due organizzazioni sono le più grandi avendo rispettivamente 40.000-50.000 membri la prima e oltre 180.000 membri la seconda. La KFHC e la KNMA supportano le modifiche della legge familiare e l'Equal Employment Opportunity Act, che è stato approvato nell'aprile del 1988 e comprende l'uguaglianza per le donne nel collocamento, nelle promozioni, nel pensionamento, nella formazione al lavoro e concede l'indennità per il congedo di maternità. I gruppi radicali hanno criticato questa legge affermando che non ha un "meccanismo per implementazione", mentre i riformisti hanno indicato l'atto come un primo passo e un segno di incoraggiamento per le riforme a venire. Gli sforzi dei gruppi riformisti per cambiare la legge famigliare sudcoreana raggiunsero il culmine con il cambiamento del regime di custodia dei bambini nel 1991, ovvero venne cambiata la legge che dopo il divorzio i bambini dovessero andare obbligatoriamente a stabilirsi col padre.
I movimenti radicali femminili in Corea del Sud si concentrano su questioni riguardanti i diritti umani, molti di questi gruppi sono stati formati durante la fine degli anni '80 in contrasto con i più grandi gruppi riformisti. Si tratta per lo più di questioni come la riunificazione con la Corea del Nord e la prevenzione della tortura dei prigionieri. I metodi includono scioperi, marce e manifestazioni pubbliche. Si può affermare che la parola radicale è usata dato il contesto della società coreana che è molto più oppressivo e conservatore rispetto alla società Occidentale. I gruppi radicali sono anche più giovani rispetto ai riformisti e si compongono di solito da donne ben istruite, della classe media che preferiscono parlare solo coreano, esse di solito sono affiliate con il KWAU. Esempi di organizzazioni radicali sono: la Società delle Donne per la Democrazia che venne fondata nel 1987; Women's Hotline fondata nel 1983, Women's Newspaper fondata nel 1986; Korean Women's Worker Association (KWWA); Korean Catholic Farmers e molte altre organizzazioni religiose. 
La società delle Donne per la Democrazia ritiene che le questioni dei diritti umani hanno la precedenza su quelle per la parità dei sessi, mentre l'organizzazione delle Women's Hotline in Seoul si concentra soprattutto su problemi di stupro, prostituzione, discriminazione sul lavoro e abusi domestici. Un'altra importante organizzazione che non è affiliata con i gruppi radicali e riformisti sudcoreani è la Korean League of Women Voters, recentemente le sue attività sono aumentate per incoraggiare la partecipazione femminile tra gli elettori.
Il femminismo in corea del sud è stato diviso anche tra socialismo e marxismo. Le femministe socialiste si concentrano sugli effetti del patriarcato e problemi di genere mentre le femministe marxiste guardano al divario delle classi, ai diritti della donna, alle oppressioni e si concentrano principalmente sui poveri rurali e urbani. Sia le organizzazioni socialiste che quelle marxiste sono combinate per formare una cultura alternativa e centri di ricerca per gli studi femminili in Corea.
Il diritto della famiglia e il confucianesimo sottolineano i rapporti patriarcali in Corea. Molte donne ancora oggi sono limitate nella loro opportunità di lavoro date le aspettative della penisola, nonostante la forte influenza femminista occidentale nel 1970. Il femminismo coreano ha resistito all'influenza americana con la nascita di gruppi femministi radicali, organizzazioni per i diritti delle donne, che sono divise in due categorie: quelli che combattono per i diritti umani e allo stesso tempo per le questioni di genere e altri che si concentrano su questioni dei diritti specifici femminili e sono pro-governo.